# Joeribej (Jamal)
De Joeribej (Russisch: Юрибей, [Joeribej], historisch: Мутная, Moetnaja) is een rivier in het noordwesten van het Russische autonome district Jamalië (oblast Tjoemen) in het noorden van West-Siberië op het zuidwesten van het schiereiland Jamal. De rivier met een lengte van 340 kilometer stroomt in westelijke richting vanuit haar bronrivieren Levy Joeribej (linker-Joeribej), die ontspringt vanuit het meer Jarato 2-e en Pravy Joeribej (rechter-Joeribej), die ontspringt uit het meer Jarato 1-e. De rivier mondt iets voorbij het plaatsje Oest-Joeribej uit in de Bajdarataboezem van de Karazee. De Joeribej wordt vooral gevoed door sneeuw en is bevroren van oktober tot juni.
In de 17e eeuw was er een vaarroute over de Joeribej (toen nog Moetnaja geheten), die Noord-Europa verbond met Mangazeja.